# Konsei-pira
Konsei-pira (Transkription von japanisch 混成ピラ ‚Hybridkliff‘) ist ein 300 m hohes, aus Migmatit bestehendes Felsenkliff im ostantarktischen Königin-Maud-Land. Im Königin-Fabiola-Gebirge ragt es unmittelbar nördlich des Yamato-Gletschers am Westrand des Mount Fukushima auf.
Japanische Wissenschaftler nahmen 1960 seine Vermessung sowie 1972 die Benennung vor.